# 長阿含經
《長阿含經》，初期佛教的基本經典「四阿含」之一。因所集各經篇幅較長，說過去久遠事，談論本末源由，故稱“長阿含”。《薩婆多毘尼毘婆沙·總序》稱《長阿含》破諸外道，側重在迴轉外道改宗佛教。

## 傳譯
漢譯《長阿含經》四分四誦三十經，共二十二卷，在後秦弘始十五年（413年）於長安由罽賓三藏沙門佛陀耶舍口誦，涼州沙門竺佛念譯為漢文，道含筆錄，收錄於《大正藏》第一冊。現代學者認為漢譯《長阿含經》收有《世記經》，可能為法藏部的誦本。

## 內容簡介
本經共有四分，三十經。簡述如下：
1. 第一分（卷第一至卷第五）有四經。收錄有關佛陀的本生故事及事蹟。
  1. 《大本經》：說七佛本緣壽量眷屬法會弟子，降生入胎，出家成道，乃至涅槃等緣。
  2. 《遊行經》：說佛將涅槃，遊行化度，乃至入滅，分布舍利事。
  3. 《典尊經》：說佛過去世為大臣捨家學道。
  4. 《闍尼沙經》：說佛廣化人天事。
2. 第二分（卷第六至卷第十二）有十五經。敘述佛教修行及教義的細目。
  1. 《小緣經》(亦名《四姓經》)：為二出家婆羅門，說四姓平等，作惡墮落，作善超昇，見諦證道。
  2. 《轉輪聖王修行經》：說往昔轉輪王，福德修行事。
  3. 《弊宿經》：外道說死後斷滅，無善惡報，迦葉童女說法破其蔽惑。
  4. 《散陀那經》：散陀那居士化俱尼陀梵志五百眾來歸依佛。
  5. 《眾集經》：舍利弗集如來所說法要，以防諍競。
  6. 《十上經》：一成法、一修、一覺、一滅、一退、一增、一難解、一生、一智、一證，此十上法，具足五百五十法門。
  7. 《增一經》：自一修法、二修法、三修法，乃至十法也。
  8. 《三聚經》：佛告諸比丘：一法趣要趣，謂毒害心也；一法趣善趣，謂不以惡心也；一法趣涅槃，謂念處也，乃至增十也。
  9. 《大緣方便經》：佛為阿難說十二因緣、四諦、八解也。
  10. 《釋提桓因問經》：為帝釋說因調有想，因想有欲，有愛憎，有貪嫉，乃至共相傷害。
  11. 《阿㝹夷經》：為房伽婆梵志說善宿比丘事，及說破世見事。
  12. 《善生經》：為長者子六向拜，佛為說賢聖法中禮六方法。
  13. 《清淨經》：尼乾子終，弟子分二，諍罵不已，阿難誘化。佛為說修十二分經，及諸善法諸禪定觀境，阿難云：微妙第一清淨也。
  14. 《自歡喜經》：佛為舍利弗等說禪定三昧。舍利弗讚說佛法，無上智慧神通，一切世間無與等者。
  15. 《大會經》：十方諸神天人等皆來集會，禮敬如來，佛為諸眾種種結咒。
3. 第三分（卷第十三至第十七）有十經，提出及批判當時佛教以外的很多宗教教義與哲學思想，歸納當時所盛行的六十二見。
  1. 《阿摩晝經》：外道使弟子觀佛，佛為調伏，說外道邪偽，佛法真正，佛弟子明行具足。
  2. 《梵動經》：佛說甚深微妙大法光明，說諸六十二邪見。
  3. 《種德經》：大婆羅門名曰種德，詣佛所問成就幾法而得真實，言不虛妄，佛即答之。
  4. 《究羅檀頭經》：佛說過去國祭祀，不使牛羊，及乎歸依佛法僧。
  5. 《堅固經》：長者子堅固白佛：當現神變，顯上人法。佛云：我於靜處，教弟子不得於婆羅門中現神變也。
  6. 《倮形梵志經》：為此梵志說苦行亦有善惡二趣，不皆訶責，但非出要。惟如來大師子吼，能令人出家成道，此梵志即出家證果。
  7. 《三明經》：佛說正法，破三明婆羅門邪法，令得佛法正見正趣也。
  8. 《沙門果經》：為阿闍世說沙門現在得果，并受其懺。
  9. 《布吒婆樓經》：佛破梵志說無因論也。
  10. 《露遮經》：此婆羅門見佛，請佛，尋起惡見，謂不應為人說法，佛受供時破之。
4. 第四分（卷第十八至第二十二）
  1. 《世記經》：記說大千中千世界，四洲轉輪王等事。說地獄及諸龍金翅等事。修羅諸天及日月宮事，日月天子生日月宮因緣。三災天修羅戰鬥事。三中劫及世本緣劫初等事。

## 其他傳承
南傳巴利聖典五部中，長部（Dīgha-nikāya）相當於本經。《長部》共三品三十四經，漢譯《長阿含經》與《長部》順序全異，而內容相近，有二十七經皆見於《長部》，僅〈增一經〉、〈三聚經〉、〈世記經〉三經，為巴利本所未見。
《長部》的〈摩訶利經〉(Mahālisutta)、〈闍利耶經〉(Jāliyasutta)、〈須婆經〉(Subhasutta)、〈大念處經〉(Mahāsatipaṭṭhānasutta)、〈三十二相經〉(Lakkhaṇasutta)、〈阿吒曩胝經〉(Āṭānāṭiyasutta)，未出現於法藏部的《長阿含經》。在說一切有部的誦本中，大念處經、三十二相經位於中阿含，其餘四經位於長阿含。
《藏文大藏經》無完整譯出的整部《長阿含經》，只存留單經。
在新疆地區有發現了一些梵文殘葉，屬於「長阿含」的有相當於漢譯長阿含第九經眾集經，及巴利文長部第三十二經阿吒曩胝經。
在巴基斯坦的吉爾吉特地區出土的佛教文獻中，包含了梵文《長阿含經》，學者認為這是說一切有部的《長阿含經》誦本。雖然出土的寫本殘缺不全，但是，著名的德國佛教文獻學者哈特曼 Jens-Uwe Hartmann 從此一抄本的攝頌判斷，此一梵文《長阿含經》有三集四十七經，並且完全復原了四十七部經的經名。說一切有部的《長阿含經》，與《長部》以及法藏部的《長阿含經》有較大的差異，四十七經中，二十三經未出現於《長部》，二十七經未出現於法藏部的《長阿含經》。

## 引用
1. ↑  《分別功德論》：「長者，說久遠事歷劫不絕本末源由，事經七佛聖王七寶，故曰長也。」
《善見律毘婆沙》：「聚眾法最多，故名為長。」

《撰集三藏及雜藏傳》：「於中長說，並及先世，劫世流轉，是故曰長。計於諸止（禪定），天上快樂，聞者歡喜，故名曰長。七世過佛，及攬大乘（菩薩本生之行），佛之涅槃，是故曰長。諸寶計數，多有轉輪，諸王（人間諸國王）喜聞，故名曰長。」
2. ↑  《薩婆多毘尼毘婆沙·總序》：「為諸天世人隨時說法，集為增一，是勸化人所習。為利根眾生說諸深義，名中阿含，是學問者所習。說種種隨禪法，是雜阿含，是坐禪人所習。破諸外道，是長阿含。」
3. ↑  菩提比丘.  (PDF). 正觀. 2009  [2020-04-23]. （原始内容 (PDF)存档于2020-08-08）. 若將其內容詳細列出，則會發現，構成兩部之間根本差異的，可能還有另一因素。《長部》經文的訴求對象大多是一般大眾，並且似乎有意藉由顯示佛和法的超勝﹝外教﹞，而吸引那些可能改變信仰的人來聽聞佛法。《中部》經文則大多是對內部僧團的教示，並且似乎是用來教導新學比丘，使之熟習教義和修行方法。
4. ↑  僧肇〈長阿含經序〉：「契經，四阿含藏也。增一阿含四分八誦。中阿含四分五誦。雜阿含四分十誦。此長阿含四分四誦，合三十經以為一部。」。
5. ↑  陳士強. .   [2017-07-13]. （原始内容存档于2018-05-19）. 它的梵本，經今人考證，為法藏部的傳本。因為譯者佛陀耶舍是法藏部的律師，他所翻譯的法藏部律典《四分律》卷五十四提到了其他部派未曾敘及的《世界成敗經》（即《世記經》）。而此經恰見於今本《長阿含經》之中。《四分律》卷五十四說：「大迦葉即問阿難：《梵動經》在何處說？《增一》在何處說？《增十》（即《十上》）在何處說？《世界成敗經》（即《世記經》）在何處說？《僧祇陀經》（《眾集經》）在何處說？《大因緣經》（即《大緣方便經》）在何處說？《天帝釋問經》（即《釋提桓因問經》）在何處說？阿難皆答：如《長阿含》說。」這說明，不同傳本的《長阿含經》的編次是不同的，在今已失傳的一種《長阿含經》本子中，《世記經》（即《世界成敗經》）並不是編是最末的。
6. ↑  北宋王古《大藏聖教法寶標目》, 北宋惟白《大藏經綱目指要錄》，明朝智旭《閱藏知津》
7. ↑  .   [2018-05-19]. （原始内容存档于2020-08-08）.
8. 1 2  藏經閣外的掃葉人. .   [2018-05-11]. （原始内容存档于2018-04-25）.
9. 1 2  佛光大辭典. .   [2018-05-19]. （原始内容存档于2020-08-08）.

## 外部連結
- 趙城金藏本 長阿含經 （页面存档备份，存于）